# Katelyn Nacon
Katelyn Nacon, född 11 juni 1999 i Atlanta, är en amerikansk skådespelare.
Nacon har bland annat medverkat i TV-serierna The Walking Dead (2015–2019), You've Been Tagged (2016–2018) och Light as a Feather från 2019.

## Filmografi (i urval)
- 2015–2019 – The Walking Dead (TV-serie)
- 2016–2018 – You've Been Tagged (TV-serie)
- 2019 – Light as a Feather (TV-serie)